# Wierch nad Kamieniem
Wierch nad Kamieniem (1083 i 1091 m n.p.m.) – dwuwierzchołkowy szczyt w Beskidzie Sądeckim, w Paśmie Jaworzyny Krynickiej (na obu szczytach podana jest nieścisła wysokość 1084).

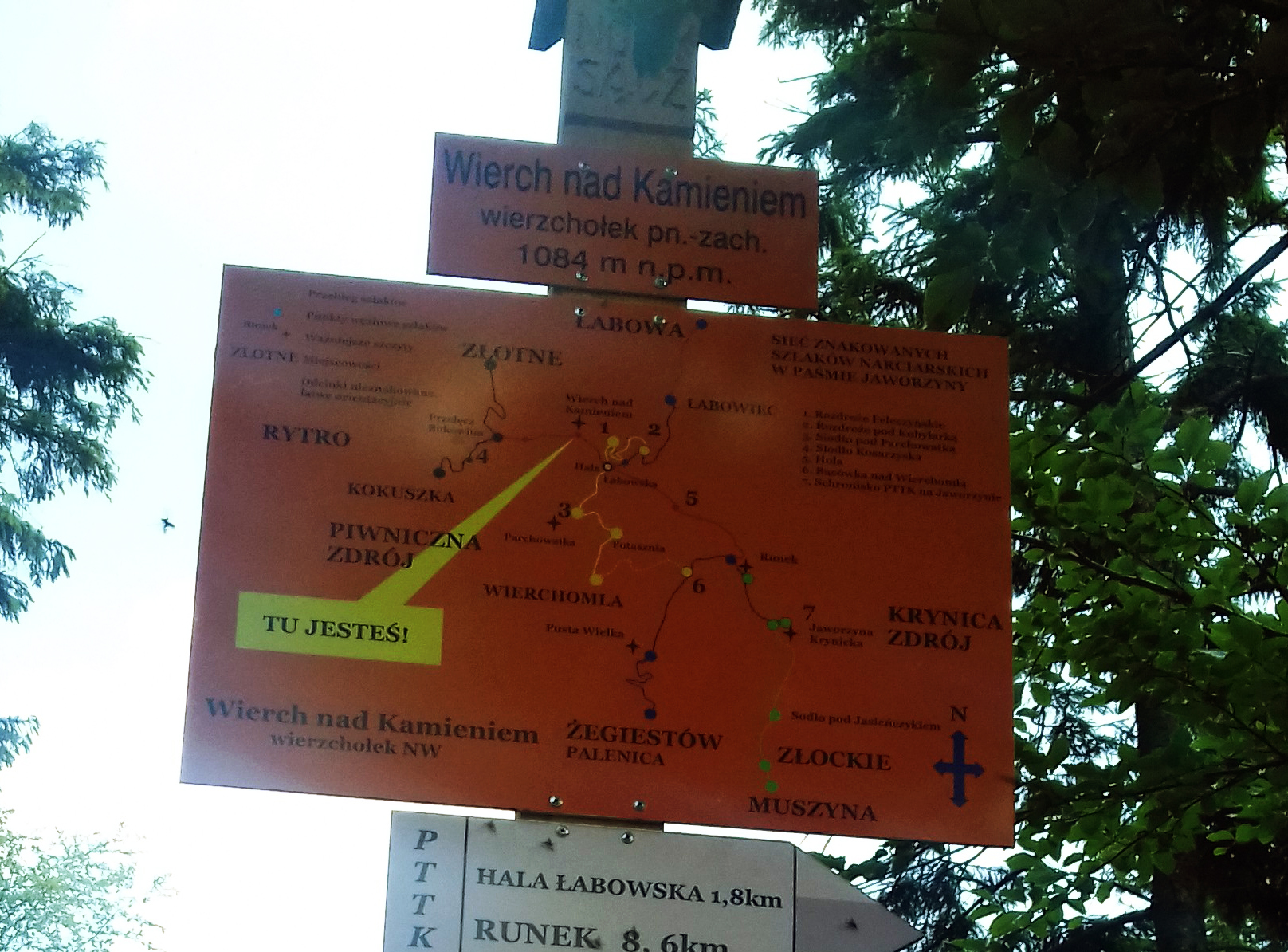
Tablica pod niższym szczytem Wierchu nad Kamieniem

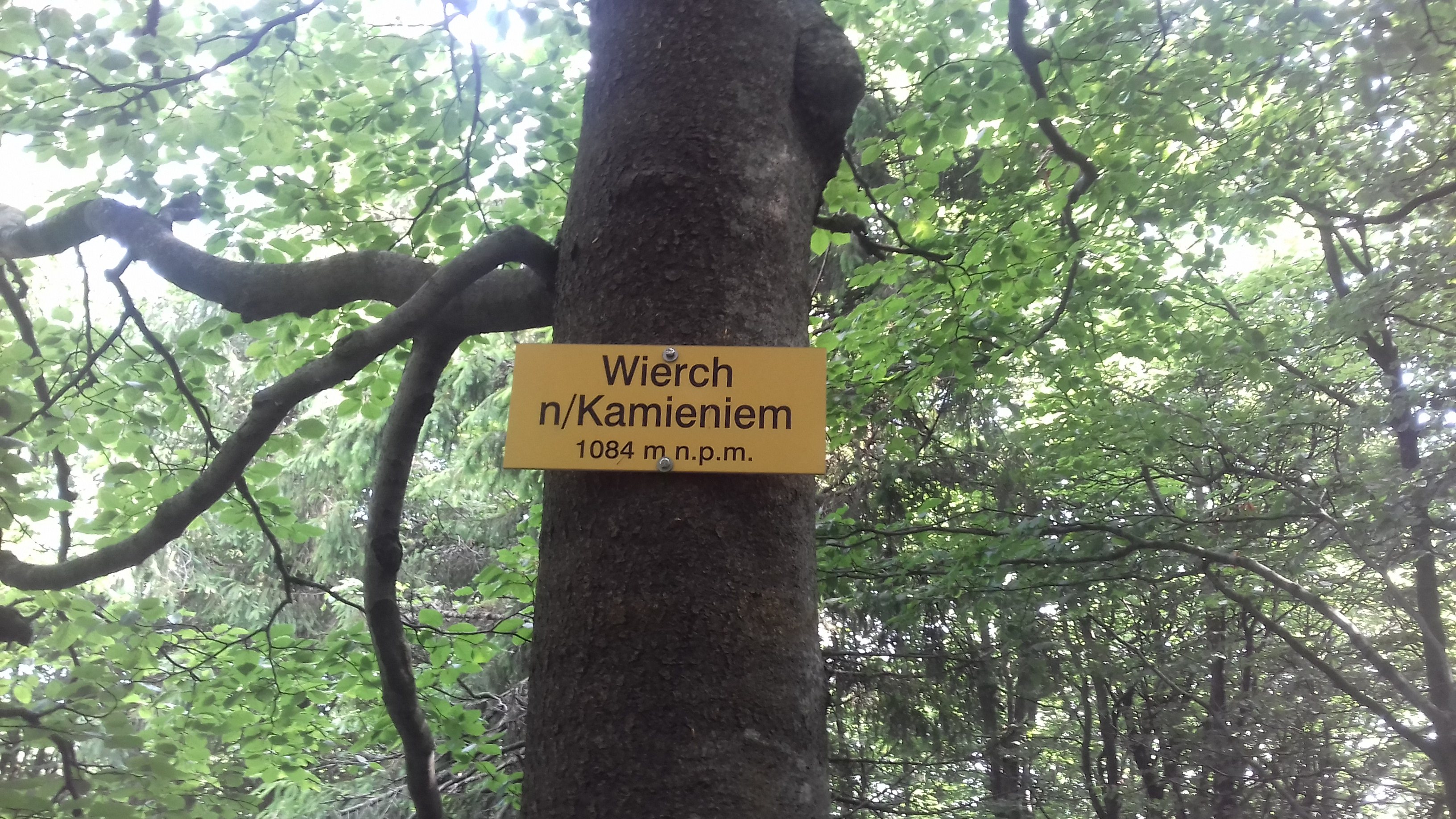
Tabliczka na wyższym wierzchołku Wierchu nad Kamieniem

Znajduje się w głównym grzbiecie pasma, pomiędzy Halą Pisaną a Halą Łabowską. Południowy stok opada do doliny Łomniczanki mającej tu źródło. W północnym (a dokładniej NNE) kierunku opada od jego wyższego wierzchołka dość długi grzbiet oddzielający dolinę Składziszczańskiego Potoku od doliny potoku Feleczyn (obydwa są dopływami Kamienicy). Początkowo obniża się on łagodnie, ale od wysokości ok. 1050 m n.p.m. stromo opada o ok. 200 metrów w dół, zaś na 800 m n.p.m. znowu wyrównuje się i ciągnie aż do doliny Kamienicy. W górnej części jego stromego fragmentu znajduje się skupisko jaskiń, wraz z największą w całym Beskidzie Sądeckim Jaskinią Niedźwiedzią, i skalnych ostańców, z których najwyższa jest Czarcia Skała. Od nich pochodzi nazwa góry.  Szczyt i stoki są zalesione z wyjątkiem kilku hal: grzbietowych Barnowskiej i Krajni oraz Hali Turbacz na południowym zboczu.

## Szlaki turystyki pieszej
Główny Szlak Beskidzki na odcinku Rytro – Hala Pisana – Wierch nad Kamieniem – Hala Łabowska
- z Rytra 3.20 h (↓ 2.20 h)
- z Hali Łabowskiej 0.20 h (z powr. 0.20 h)